# GIRLS☆PUNCH FRIDAY らぶたんのラブリーデイズ
『GIRLS☆PUNCH FRIDAY らぶたんのラブリーデイズ』(ガールズパンチフライデー らぶたんのラブリーデイズ)は、RKBラジオ制作のラジオ番組。

## 概要
当時HKT48のメンバーだった多田愛佳が初めて単独パーソナリティを務めた番組で、「GIRLS☆PUNCH」（毎週火曜日～金曜日の22時45分から10分間放送）の金曜日枠で8か月間放送されていた。
2014年度の番組編成リニューアルに伴い同年3月で終了した。
なお、2016年3月31日から2017年9月28日まで、同じGIRLS☆PUNCHの木曜日枠で「HKT48のト・リ・コ!」が放送されていた。こちらの番組では、毎月交代でHKT48メンバー2名が出演していた。

## パーソナリティ
- 多田愛佳（HKT48チームH[1]）

## ゲスト
- 矢吹奈子（HKT48 研究生[2]） - 2014年3月14日・21日に出演

## コーナー
らぶたん流HKTブログ
- HKT48メンバーの素顔をブログ的に報告。

らぶたん流ミッドナイトクッキング
- 手軽な料理のレシピを紹介。

九州探検隊
- 福岡や九州のお気に入りスポットを紹介。

目指せおしゃれ番長
- 自分またはほかのメンバーのメイク術やコーディネートなどのおしゃれについて紹介。

セクシーらぶ姐さん
- リスナーからリクエストされた台詞をセクシーに言うコーナー。

らぶたんへのお便りコーナー
- リスナーからのメッセージを紹介する。